# Диган, Гэри
Гэри Диган (англ. Gary Deegan; 28 августа 1987, Дублин, Ирландия) — ирландский футболист, полузащитник и капитан клуба «Дроэда Юнайтед». Ранее играл за «Шелбурн», «Килкенни Сити», «Лонгфорд Таун», «Голуэй Юнайтед», «Богемианс» и «Ковентри Сити».

## Карьера
Воспитанник академии ирландского «Шелбурна». Свой единственный матч сыграл, выйдя на замену с матче «Кубка Интертото» против «Ветры» 24 июня 2006 года. Вскоре был отправлен в аренду в «Килкенни Сити». Позже он покинул «Шелбурн» и в феврале 2007 года присоединился к Лонгфорд Тауну, который в том же году вылетел в Первый Дивизион, но сумел дойти до финала Кубка Ирландии, в котором Диган не сыграл по причине травмы. 24 января 2008 года он стал игроком «Голуэй Юнайтед», где Гэри надолго не задержался и был отпущен клубом из-за финансовых проблем. Этим воспользовался «Богемианс», подписавший годовой контракт с футболистом. Именно в «Богемиансе» впервые пересеклись пути Дигана и Пэта Фенлона, в будущем они вместе окажутся в «Хиберниане». За два года Гэри стал двукратным чемпионом Ирландии (2008 и 2009 годов) и выиграл «Кубок Ирландии». Сам Гэри в 2008 был признан лучшим центральным полузащитником сезона, набрав 28 % голосов болельщиков, а 2009 году вошёл в символическую сборную сезона. Успехи мощного полузащитника были замечены английским Ковентри Сити и 21 декабря 2009 года он был подписан англичанами. За новую команду он дебютировал 9 января 2010, а 13 февраля того же года отметился первым голом. Сезон 2010/11 был вынужден пропустить из-за перелома лодыжки, сыграв только в последних матчах своей команды. В 2012 году был временно отстранён от участия в матчах команды за размещение в Твиттере одного из лозунгов «ИРА». В августе 2012 года он был подписан шотландским «Хибернианом», где воссоединился с Пэтом Фенлоном, под руководством которого завоевал все свои трофеи. В Эдинбурге Дигану сломали челюсть в ходе нападения у выхода из ночного клуба.

## Достижения
«Лонгфорд Таун»
- Финалист Кубка Ирландии: 2007

«Богемианс»
- Чемпион Ирландии (2): 2008, 2009
- Обладатель Кубка Ирландии: 2008